# Nissan S30
Nissan S30 — спортивный автомобиль, который производился компанией Nissan Motors в Японии с 1969 по 1978 год. На японском рынке представлен под названием Fairlady Z, на других рынках под названиями Datsun 240z, а затем Datsun 260z и Datsun 280z.
S30 была разработана командой под руководством Ёшихико Мацуи (Yoshihiko Matsuo), главой Nissan’s Sports Car Styling Studio. HLS30 — обозначение для модели с левым рулем, а HS30, соответственно, с правым.
Все модели имели независимую подвеску Макферсон (заимствованную из Datsun Laurel C30) и задние стойки Чепмен. Передние тормоза были дисковыми, а задние — барабанные. В 1973 изменился карбюратор двигателя R6, в соответствии с регулировкой выбросов углекислого газа, но карбюраторы с ранних версий превосходили по производительности новые. Впрыск топлива (L-Jetronic) использовался в 280z с 1975 в США. Это было в первую очередь для того, чтобы избавиться от затруднений в получении мощности, используя карбюратор. В то же время было проведено совещание в США на тему регулировки выбросов CO2.
Из-за относительно низкой цены Fairlady, по сравнению с другими иностранными спорткарами того времени (Jaguar, BMW и так далее), она стала популярной в США и имела большой успех для Nissan Motor Corp., которая в это же время продавала Datsun 240z в Северной Америке. Компания также расширила понятие Японского автомобиля в малой ценовой категории.
После 1975 года, на других рынках кроме США, продолжали появляться 260z и 280z, с 4-я сиденьями. 240z имела отношение к современной модели 240sx, которая в Японии известна как 180SX. Удельная мощность: 145 л.с./тонна.